# رویفولین
رویفولین (به انگلیسی: Rhoifolin) با فرمول شیمیایی C27H30O14 یک ترکیب شیمیایی با شناسه پاب‌کم 24478 است. که جرم مولی آن ۵۷۸٫۵۲ گرم بر مول می‌باشد. 